# فادیس
فادیس (به ایتالیایی: Faedis) یک کومونه در ایتالیا است که در استان اودینه واقع شده‌است.

## خصوصیات
فادیس ۴۶٫۶ کیلومترمربع مساحت و ۳٬۱۰۱ نفر جمعیت دارد.

## خواهرخوانده
شهر Castellterçol خواهرخواندهٔ فادیس هست.